# Kahal
El Kahal (Hebreo: קהל "multitud") o kehilla (Hebreo: קהילה "comunidad" o "asamblea") es la estructura organizativa teocrática de la sociedad de las Israelita en la Biblia, designando también a las comunidades judías o asambleas de fieles en el lenguaje común.

## Polonia
En Polonia, en el siglo XVIII, la población judía alcanzaba el medio millón de personas, o el 4% de la población de la Rzeczpospolita, estimada en 12 millones, incluyendo sólo 3,5 millones de polacos. Unidos al rey por un juramento de fidelidad, se beneficiaron entonces y durante más de un siglo, de un estatus muy protector. Forman el Kahal (la “Comunidad”), cada grupo local está dirigido por un consejo de notables y un rabino. El Consejo de las Cuatro Tierras legisla en materia interna.

## Túnez
En Túnez, en el siglo XV, cada comunidad era autónoma —reconocida por el poder desde el momento en que tenía al menos diez hombres adultos— y tenía sus propias instituciones particulares; sus asuntos están regulados por un jefe (zaken ha-yehûdim) designado por el gobierno y asistido por un consejo de notables (gdolei ha-qahal) formado por los jefes de familia más educados y ricos. La función del jefe es en particular administrar justicia y recaudar los impuestos cobrados a los judíos, incluido el jizya·.

## En el Antiguo y Nuevo Testamento
En el Antiguo Testamento, la palabra hebrea qahal que corresponde a “iglesia” designa al pueblo de Dios reunido en el desierto después del Éxodo. En el Nuevo Testamento, “iglesia” se refiere a la comunidad de personas que se han arrepentido de sus pecados y son creyentes en el Señor Jesucristo como el Señor, Salvador y Mesías prometido. Este grupo está compuesto tanto por israelitas como gentiles (no israelitas). La palabra Iglesia proviene del griego eklesia, "asamblea del pueblo"; la palabra se encuentra en la Septuaginta siendo que su uso no era estrictamente religioso, sino que hacía referencia simplemente a una asamblea de personas reunidas. Qahal — a veces también es traducido como sinagoga sunagoge — la asamblea en el sentido profano o la comunidad de  Dios .

## En la crítica
El judío ruso convertido al cristianismo Jacob Brafmann publicó en 1869 un ensayo titulado Kniga Ḳahala en el que desarrolla el concepto de Kahal judío o la idea de una especie de poder central de la comunidad judía en forma de junta de directores, tejiendo el tejido de muchas tramas. Otro ruso, Kalikst Wolski, retoma estos temas en "Rusia judía" publicado en 1887 en París por el editor Albert Savine; describe esta institución, sus ritos y su funcionamiento en el siglo XIX en Polonia y Rusia.
El Kahal se menciona en el 17 protocolo de los Protocolos de los Sabios de Sión.

## En la literatura
- El Kahal forma parte del argumento de la novela de Umberto Eco El cementerio de Praga.
- El escritor argentino Hugo Wast, en su novela Kahal,[6] evoca una conspiración judía destinado a apropiarse del oro en circulación. En él describe al Kahal como un tribunal que regula la vida privada de los judíos en todos sus detalles y que impone sanciones a quienes no obedezcan sus órdenes secretas de infiltrarse y controlar organizaciones no judías. Describe su sede en Nueva York.[7]